# Mystéria

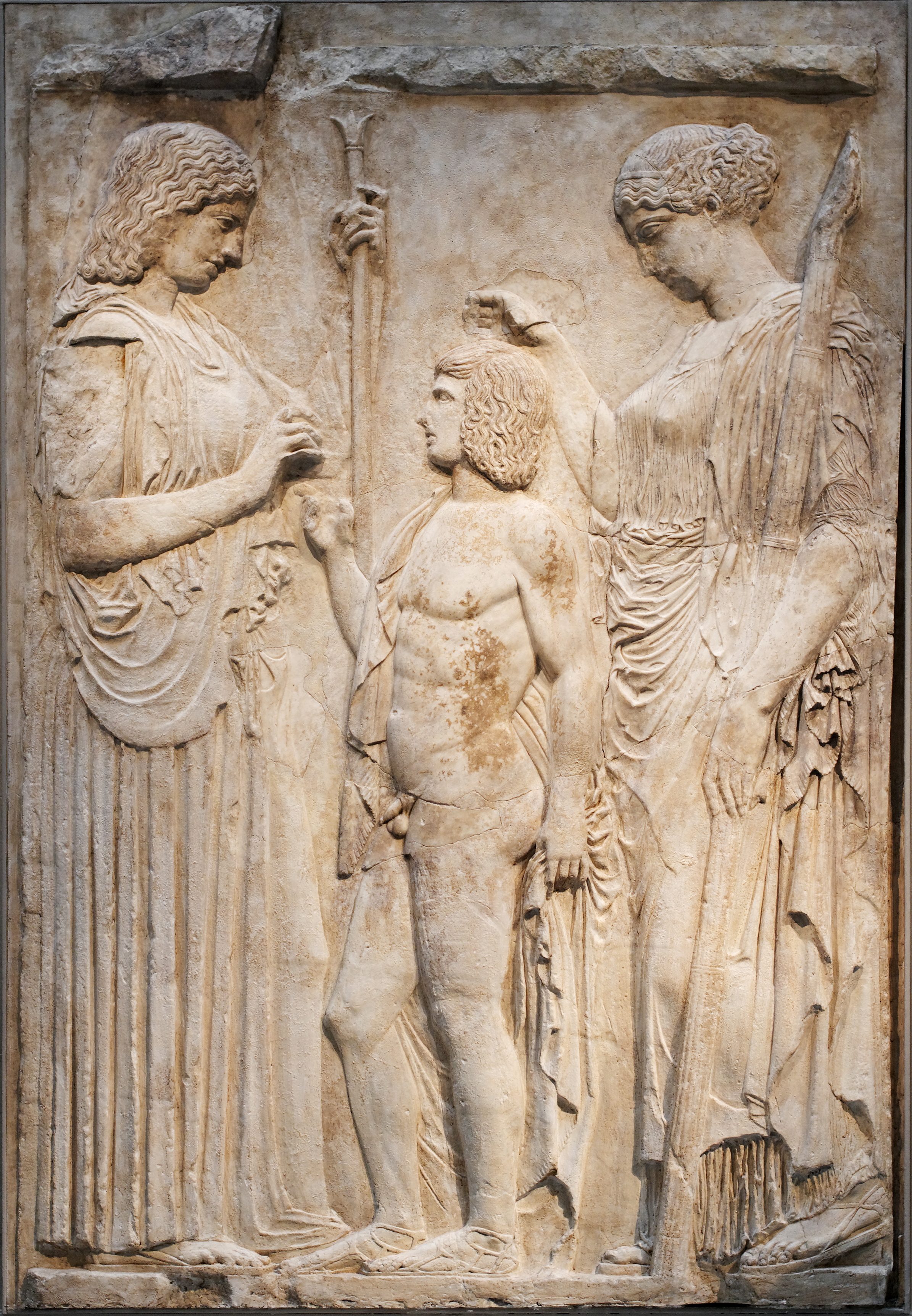
Velký eleusínský reliéf (Národní archeologické muzeum v Athénách)

Mysterijní náboženství, posvátná mystéria či jenom mystéria byly náboženské školy řecko-římského světa, jejichž učení bylo vyhrazeno pouze zasvěceným (mystai). Hlavním znakem tohoto náboženství je mlčenlivost ohledně iniciačního rituálu a rituální praxe, kteréžto nemohou být zjeveny člověku mimo kult. Nejznámější mystéria antického světa byla eleusínská mystéria, která svým stářím předcházela dokonce i temné období. Mysterijní školy vzkvétaly během pozdního starověku; Julianus Apostata (4. st.) je znám tím, že byl zasvěcen hned do tří odlišných mystérií – obzvláště do Mithrova kultu.
Justin Mučedník ve 2. století otevřeně poznamenal, že tyto kulty jsou „démonické imitace“ pravé víry a že „ďáblové, napodobujíce to, co bylo řečeno Mojžíšem, tvrdí, že Proserpina byla dcera Jupitera a podněcovali lidi k tomu, aby vytvořili její podobiznu jménem Koré“ (První apologie). Mezi 1. a 4. stoletím křesťanství stálo v přímé opozici k přívržencům mysterijních škol.

## Definice
Pojem mystérium (latinsky mysterium) vychází z řeckého mysterion, tedy „tajný rituál“ či „tajné učení“. Jedinec následující mystéria byl zván mystes, tedy „ten, který byl zasvěcen“. Tento výraz byl odvozen ze slovesa myein, „zavřít, uzavřít“, v odkazu na tajemství (zavření „očí a úst“) nebo na to, že jedině zasvěcencům bylo dovoleno sledovat a účastnit se rituálů. Mystéria byla tedy školou, ve které všechny náboženské funkce byly uzavřeny nezasvěceným a ve které byl vnitřní chod držen v tajnosti před vnějším světem.

## Charakteristika

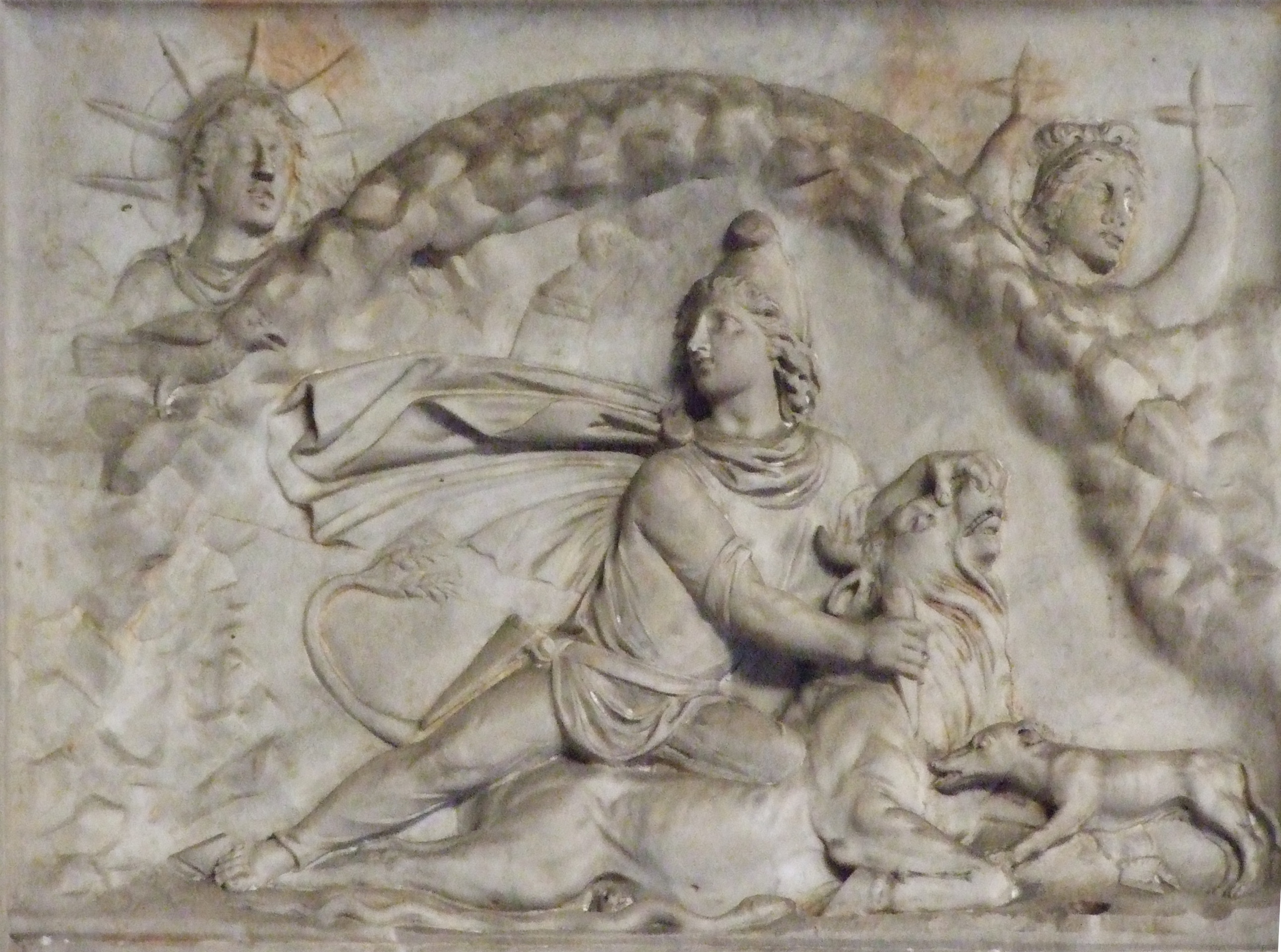
Mithras obětující býka, tzv. „tauroktonie“

Mysterijní náboženství tvoří jeden ze tří typů helénistického náboženství, přičemž druhým typem byl císařský kult či regionální náboženství (podle národa nebo státu) a třetím typem bylo filosofické náboženství, jako např. novoplatonismus. To je také reflektováno Varronovým rozčleněním teologie na tři části: civilní/politická teologie (týkající se státního náboženství a jeho stabilizačního vlivu na společnost), přirozená teologie (filosofické spekulace ohledně podstaty božského) a mystická teologie (zaměřená na mýtus a rituál).

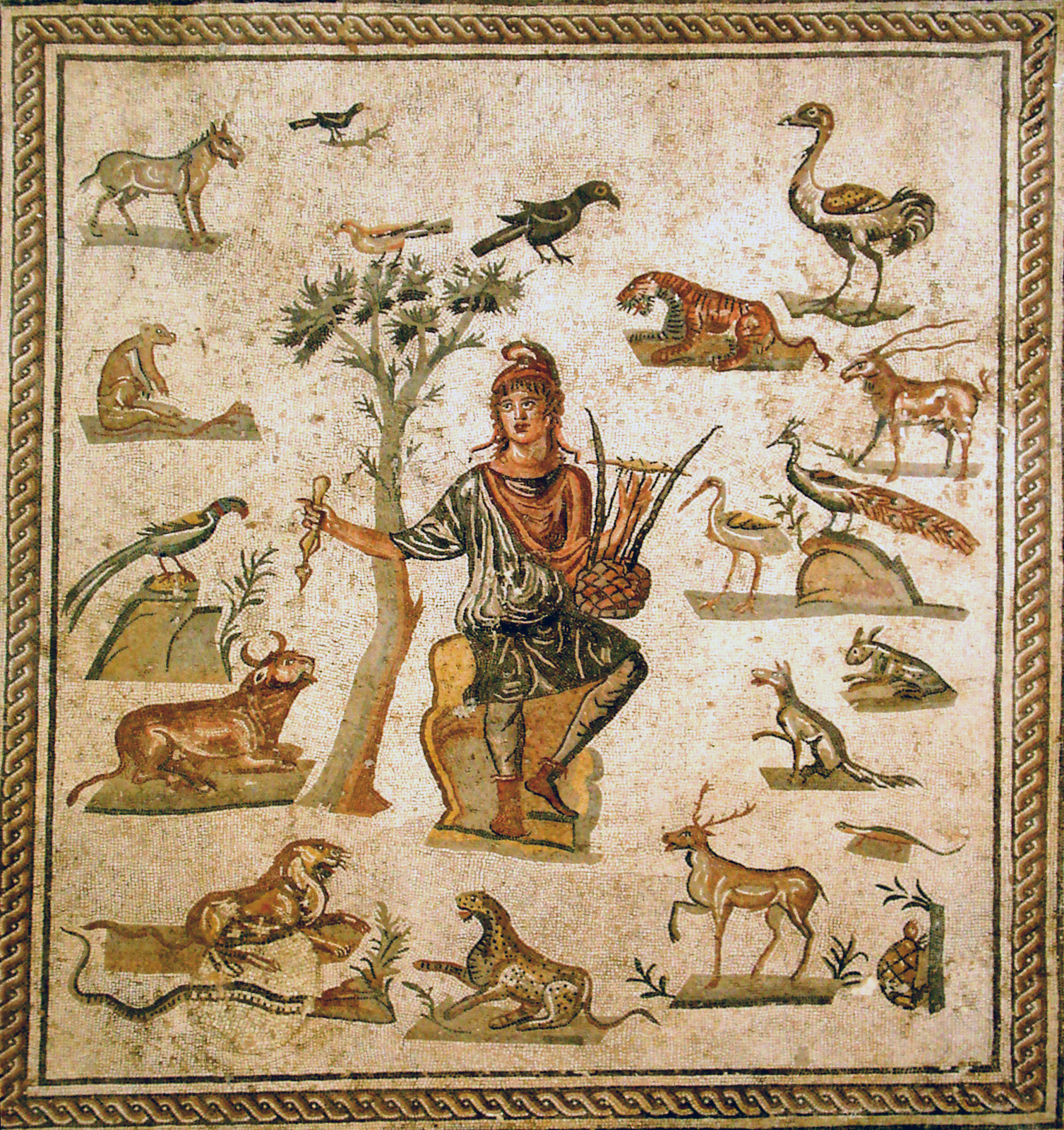
Orfeus obklopený zvířaty (Regionální archeologické muzeum v Palermu)

Mystéria spíše doplňovala občanské náboženství, než aby s ním soupeřila. Jedinec mohl jednoduše pozorovat rituály státního náboženství, být zasvěcen do jednoho či více mystérií a zároveň být stoupencem určité filosofické školy. Na rozdíl od veřejných rituálů či civilního náboženství, na nichž se předpokládala účast všech členů společnosti, zasvěcení do mystérií bylo v rámci řecko-římského polyteismu dobrovolné. Mnoho aspektů lidového náboženství se v rámci mystérií znovu opakuje, jako např. oběti, rituální pokrmy, rituální očista atd., pouze s tím rozdílem, že se odehrávaly v tajnosti a byly určeny jen úzkému kruhu zasvěcenců. To má značný význam v kontextu raného pronásledování křesťanů. Křesťanství bylo římskou vládnoucí skupinou považováno za zcela nepřijatelné, ne kvůli svým principům a zásadám, ale kvůli tomu, že se raní křesťané rozhodli považovat svoji víru za překážku v účasti na císařském kultu, což bylo římskou vládnoucí vrstvou vnímáno jako podvratná činnost.
Mysterijní školy nabízely možnost, jako zachovat starobylé náboženské rituály a máme důvod domnívat se, že byly velmi konservativní. Eleusínská mystéria přetrvala více než tisíciletí a zatímco se během této doby rituály veřejného náboženství značně změnily, od náboženství doby bronzové, přes dobu železnou, k hrdinskému kultu helénistického období, až k císařskému kultu římské doby, rituál mystérií zůstal, podle toho co víme, nezměněn.
Z tohoto důvodu je možné se domnívat, že starší řecká mystéria odrážela některé určité aspekty indoevropského náboženství, s paralelou v indo-íránském náboženství. Mysterijní školy řecko-římského světa zahrnují eleusínská mystéria, dionýská mystéria a orfická mystéria. Někteří z mnoha bohů, kteří byli Římany převzati z jiných kultur, byli také uctíváni v rámci mystérií, jako například egyptská Eset, perský Mithras, thrácký Sabazius a fryžská Kybelé.

## Pozdější vliv
V 19. a na počátku 20. st. byly mysterijní školy předmětem fascinace německých a francouzských učenců. Tato literatura měla ohromný význam na evropskou kulturu v pozdním 19. st. Psychiatr a psychoanalytik Carl Gustav Jung si z této literatury vypůjčil řadu metafor, aby přeformuloval svoje teorie a založil na nich své charismatické hnutí.

## Mysterijní školy
- Dionýská mystéria
- Eleusinská mystéria
- Isidina mystéria
- Kult Kybelé
- Mithrova mystéria
- Orfická mystéra
- Samothrácká mystéria
- Serapidova mystéria
- mystéria Jova Dolichena